# Santa Croce, Florens
Basilica di Santa Croce di Firenze, Heliga korsets basilika i Florens, är franciskanernas huvudkyrka i Florens och en av de största kyrkorna i Toscana. Den är belägen på Piazza Santa Croce, öster om Duomo (Santa Maria del Fiore).
Enligt traditionen grundades kyrkan av Franciskus av Assisi. Uppförandet av den nuvarande byggnaden påbörjades 12 maj 1294 av Arnolfo di Cambio. Konsekrationen ägde rum 1442 i närvaro av påven.
Kyrkan är även berömd för sitt stora antal konstverk (av bland andra Cimabue, Donatello och Giorgio Vasari), sina gravar (där bland andra Michelangelo, Galileo Galilei, Niccolò Machiavelli och Gioacchino Rossini ligger begravda), och monument.